# Korejski jezik
Korejski jezik (jkor. 한국어, hangugeo, skor. 조선말, chosŏnmal) službeni je jezik Sjeverne i Južne Koreje. Također je jedan od dva službena jezika u pokrajini Yanbian u Kini. Ukupno postoji preko 66.305.000 govornika korejskog, od čega je 42.000.000 u Južnoj Koreji (1986.), 20.000.000 u Sjevernoj Koreji (1986.), 1.920.000 u Kini (2000.), gdje su etnički poznati kao Chaoxian, 670.000 u Japanu (1988.) te 149.000 u Ruskoj Federaciji (2002.). Nepoznat broj živi u Bangkoku, Tajland.
Podjelom na povijesna razdoblja korejski se jezik dijeli na: starokorejski, srednjekorejski, moderni korejski i suvremeni korejski.
Neki od dijalekata korejskog jezika su: ch’ungch’ongdo, jeju, chollado, hamgyongdo, hwanghaedo, kyongsangdo, p’yong’ando, seoulski.

## Porijeklo i klasifikacija
Suvremeni korejski jezik je nastao iz srednjekorejskog jezika, koji pak potječe od starokorejskog jezika. Smatra se da je prethodnik tog jezika, protokorejanski jezik, nastao na prostoru današnje Mandžurije.
Iako postoje teorije koje korejski jezik smještaju u altajske ili dravidsko-korejanske jezike, ili pak ustraju u srodstvu s japanskim jezikom, niti jedna teorija nije dobila opće priznanje jezikoslovaca.
Tako se u klasifikaciji svjetskih jezika korejski smješta u korejansku porodicu jezika zajedno s jezikom otoka Jeju te jezicima drevnih kraljevstava na području današnje Koreje.

## Formalnost i honorifici
U korejskom jeziku je od iznimne važnosti ophođenje kako i prema sugovorniku, tako i izražavanje dužnog poštovanja spram osobe o kojoj se priča. Postoji sedam honorifičkih razina govora, iako se neke u suvremeno doba upotrebljavaju iznimno rijetko. Honorifičke razine se očituju kroz različite gramatičke strukture te upotrebu drugačijih riječi za isti pojam. Odabir između njih, a uz njih i honorifičkih razina, ovisi o odnosu između govornika, sugovornika i drugih osoba uključenih u razgovor. Uobičajeno je iznimno se formalno obraćati i govoriti o roditeljima te starijim članovima obitelji, učiteljima, a i nadređenima na radnom mjestu.

## Fonologija
Korejski jezik ima 19 suglasničkih fonema. Za svaki zapornik i tjesnačnik postoje tri inačice koje se označavaju kao obična, napeta i izdisajna. Suglasnici imaju različit izgovor, tj. mogu biti zvučni i bezvučni, ovisno o položaju u riječi. Postoji i osam samoglasnika, a svaki može biti dugačak ili kratak.
Asimilacija suglasnika je česta pojava u jeziku.

## Gramatika
Korejski je aglutinativan jezik, što znači da se sufiksi, koji označavaju samo po jedno gramatičko obilježje riječi, dodaju jedan na drugoga te da nakon sjedinjenja ostaju većinski nepromijenjeni. U korejskom jeziku ta je karakteristika uočljivija kod glagola nego kod imenica, premda se i kod potonjih kombiniraju padežni nastavci s nastavkom množine. Osnovni red riječi je subjekt-objekt-predikat, a predikat obavezno dolazi na kraju rečenice. Umjesto prijedloga, korejski jezik koristi postpozicije. Imenice se ne razlikuju po gramatičkom rodu te se, iako postoje zamjenice za osobe različitog spola, u praksi osobe češće navodi imenom ili oznakom zanimanja, položaja u obitelji i sl.

### Opisni glagoli
Korejski jezik ne poznaje kategoriju pridjeva, već postiže isto značenje takozvanim opisnim glagolima. Pri prijevodu infinitiva takvog glagola na hrvatski jezik koristi se glagol biti, iako ga korejski opisni glagol sadrži tek prešutno. Na primjer: 예쁘다, yeppeuda; biti lijep.

### Padeži
U korejskom se jeziku razlikuje 10 padeža. Naspram hrvatskog jezika, samo imenice i zamjenice se sklanjaju. Izbor padežnog nastavka ovisi o tome završava li dotična riječ suglasnikom ili samoglasnikom.
- nominativ — 이/가 (-i/-ga)
- genitiv — 의 (-ui)
- dativ — 에게 (-ege),  한테 (-hante, neformalno),  께 (-kke, formalno)
- ablativ (u hrv. „od” osobe + genitiv) — 에게서 (-egeseo), 한테서 (-hanteseo, neformalno)
- akuzativ (samo za izravni objekt) — 을/를 (-eul/-reul)
- lokativ 1 (kretanje do mjesta ili bivanje u/na mjestu) — 에 (-e)
- lokativ 2 (obavljanje radnje u/na mjestu) — 에서 (-eseo)
- vokativ — 아/야 (-a/-ya), 여/이여 (-yeo/-iyeo)
- instrumental (također kretanje određenim smjerom) — 로/으로 (-ro/-euro)
- komitativ (u hrv. padežno pitanje „s kim”) — 와/과 (-wa/-gwa), 랑/이랑 (-rang/-irang), 하고 (-hago)

### Brojevi
Korejski jezik upotrebljava dva brojevna sustava: onaj preuzet iz Kine uz izmijenjen izgovor brojeva te sustav domaćih korejskih brojeva. Prvi, kineski brojevni sustav koristi se pri određivanju datuma, baratanju novcem, računanju životne dobi te računanju minuta i sekunda. Domaći korejski brojevi rabe se pri brojenju sati, osoba i izražavanja životne dobi. 
Korejski jezik upotrebljava niz posebnih riječi pri brojanju predmeta i osoba. Na primjer, 대 (dae) se koristi pri brojanju automobila, strojeva i elektroničke opreme. Prvo se navodi predmet, zatim broj, a naposljetku odgovarajuća brojevna jednica.

## Posuđenice
Korejski jezik, iako većinski posjeduje riječi koje su izvorno korejske, obiluje posuđenicama iz kineskog jezika. Te su riječi izravno posuđivane iz kineskog jezika ili su stvarane kao složenicei koristeći kineske ideograme. Zbog tisućljetnog utjecaja Kine na Koreju, posuđenice iz kineskog jezika imaju skoro pa jednak status onome koji uživaju posuđenice iz grčkog i latinskog jezika u engleskom i drugim indoeuropskim jezicima. Smatraju se formalnijima i elegantnijima od izvorno korejskih sinonima. Iz tog se razloga često koriste u područjima znanosti, prava, financija, politike, itd. 
U suvremeno doba, a poglavito nakon nastanka Republike Koreje koju su uspostavile američke okupacijske vlasti 1948. godine, u južnokorejski standard su počele su ulaziti mnoge riječi iz engleskog i drugih europskih jezika, što je proces koji traje i danas. Sjevernokorejski standard nema tih posuđenica te je u njemu vidljiva težnja za stvaranjem novih etimološki korejskih riječi za nove pojmove, čak i za zamjenu posuđenica iz kineskog jezika. To je ujedno i jedna od najznačajnijih razlika između sjevernog i južnog standarda korejskog jezika.

## Pismo
Korejski je jezik nekoć bio pisan kineskim pismom zvanim hanja, dok se danas hanja koristi za bilježenje sino-korejskih riječi, odnosno korejskih riječi kineskog podrijetla. U 15. je stoljeću nastao nacionalni sustav pisanja, danas poznat pod imenom hangul, kojeg je razvio korejski kralj Sejong Veliki. Unatoč pokušajima dijela aristokracije da se pismo zabrani, hangul je kroz vrijeme postao općeprihvaćeno pismo te Korejci svake godine obilježavaju 9. listopada, u Južnoj, ili 15. siječnja, u Sjevernoj Koreji, kao praznik i dan nacionalnog pisma.
Hangul se piše s lijeva na desno, ali ne linearno, već u blokovima koji mogu imati i okomite sastavnice. Ono što olakšava učenje hangula jest činjenica da se glasovi koji su po mjestu tvorbe slični pišu slovima sličnog oblika.

## Vanjske poveznice
- Ethnologue (14th)
- Ethnologue (15th)